# Nagini mazonense
Nagini mazonense — викопний вид земноводних, що існував наприкінці карбону, 309—307 млн років тому. Описаний у 2022 році.

## Історія досліджень
Викопні рештки виду знайдено у відкладеннях формації Мейзон-Крік у штаті Іллінойс (США). Виявлено два зразки, обидва з яких зберегли м’які тканини.

## Опис
Вид є членом групи Molgophidae, лінія амніотоподібних чотириногих, які демонстрували подовження тіла та зменшення пальців на кінцівках. Nagini є першим представником групи, що демонструє повну втрату передніх кінцівок і грудного пояса, але все ще має цілі задні кінцівки; це відображає закономірність, яку можна побачити в еволюції змій, і припускає, що молгофіди зазнали подібного механізму зменшення кінцівок, починаючи з нездатності сформувати чіткі передні кінцівки.